# Teheran (provins)
Teheran (persiska: تِهْران, Tehran), eller Ostan-e Tehran (استان تهران), är en provins (ostan) i norra Iran. Den hade 13 267 637 invånare 2016, vilket gör den till den folkrikaste provinsen i landet. Provinsen omfattade tidigare ett större område än det nuvarande, men den 23 juni 2010 bröt sig den nordvästra delen av provinsen ur och bildade Alborzprovinsen med Karaj som huvudort.
Provinsen breder i huvudsak ut sig söderut och österut om dess administrativa huvudort, Teheran, som även är Irans huvudstad. Andra större städer i provinsen är Eslamshahr, Golestan, Malard, Nasimshahr, Pakdasht, Qarchak, Qods, Shahriyar och Varamin.

## Administrativ indelning
Provinsen Teheran var vid folkräkningen 2016 indelad i 16 delprovinser (shahrestan), i sin tur indelade på ytterligare administrativa nivåer.
- Baharestan
- Damavand
- Eslamshahr
- Firuzkuh
- Malard
- Pakdasht
- Pardis
- Pishva
- Qarchak
- Qods
- Rey
- Robat Karim
- Shahriyar
- Shemiranat
- Teheran
- Varamin